# Resina fenol-formaldehído
La resina fenol-formaldehído (PF) es una resina sintética termoestable, obtenida como producto de la reacción de los fenoles con el formaldehído. A veces, los precursores son otros aldehídos u otro fenol. Las resinas fenólicas se utilizan principalmente en la producción de tableros de circuitos. Estos son más conocidos sin embargo, para la producción de productos moldeados como bolas de billar, encimeras de laboratorio, revestimientos y adhesivos. Un ejemplo bien conocido es la Baquelita, el más antiguo material industrial de polímeros sintéticos.

## Formación y estructura
El fenol es reactivo frente a formaldehído en el sitio de "orto" y "para" (sitios 2, 4 y 6) que permite hasta 3 unidades de formaldehído para insertarse en el anillo. La reacción inicial en todos los casos implica la formación de una fenol hidroximetilo :
HOC6H5 + H2CO → HOC6H4CH2OH
El grupo hidroximetilo es capaz de reaccionar con cualquier otro sitio orto o para libre, o con otro grupo hidroximetilo. La primera reacción da un puente de metileno, y el segundo forma un puente éter:
HOC6H4CH2OH + HOC6H5 → (HOC6H4)2CH2 + H2O
El difenol (HOC6H4)2CH2 (a veces llamado un "dímero") es llamado bisfenol F, el cual es un monómero importante en la producción de resinas epoxi. El bisfenol-F se puede vincular aún más generando tri- y tetra- y superiores oligómeros de fenol.
2 HOC6H4CH2OH → (HOC6H4CH2)2O + H2O

## Novolac
El novolac (originalmente Novolak, nombre dado por Leo Baekland), es una resina de fenol-formaldehído hecha donde la proporción molar de formaldehído a fenol es menor a uno. La polimerización se llevó a cabo con catálisis ácida. Las unidades de fenol se vinculan principalmente por grupos metileno. Los novolacs se utilizan comúnmente como fotosensibles. Véase también la fotolitografía. Los pesos moleculares son miles de veces más bajos, que corresponde a alrededor de 10 a 20 unidades de fenol.
Hexametilentetramina o "hexamina" es un endurecedor que se agrega al entrecruzamiento novolac. A ≥ 180 °C, las formas de hexamina se entrecruzan para formar puentes de metileno y dimetileno amino.

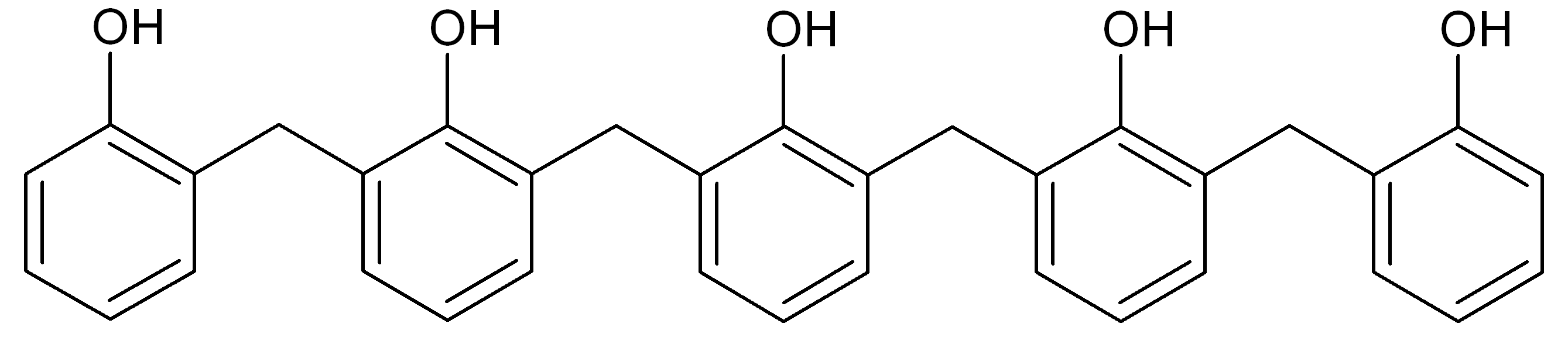
Estructura química del Novolak.

## Resoles
Las resinas de fenol-formaldehído catalizadas por base se hacen con una proporción de formaldehído a fenol de más de uno (generalmente alrededor de 1,5). Estas resinas se llaman resoles. El fenol, formaldehído, agua y catalizador se mezclan en la cantidad deseada, dependiendo de la resina que se forme, y se calienta. La primera parte de la reacción, a 70 °C, constituye un espesor de color marrón rojizo de material pegajoso, que es rico en grupos éter hidroximetilo y bencílico.
La velocidad de la reacción catalizada por base inicialmente aumenta con el pH, y alcanza un máximo alrededor de pH = 10. La especie reactiva es el anión fenóxido (C6H5O-) formado por desprotonación del fenol. La carga negativa está deslocalizada sobre el anillo aromático, con activación de los sitios 2, 4 y 6, que a su vez reaccionan con el formaldehído.
Siendo termoestables, los fenoles hidroximetílicos se entrecruzan al calentarlos intensamente a unos 120 °C para formar puentes de metileno y éter metílico. A este punto la resina es una red de tres dimensiones, que es típico de resinas fenólicas polimerizadas. El alto entrecruzamiento da este tipo de resina fenólica posee dureza, buena estabilidad térmica, química e impermeabilidad.

## Entrecruzamiento y la proporción fenol / formaldehído
Cuando la proporción molar de formaldehído:fenol alcanza uno (Fo: Fe = 1), en teoría todos los fenoles están enlazados entre sí mediante puentes de metileno, generando una sola molécula, y el sistema está completamente entrecruzado. Esta es la razón por la cual las baquelitas (Fo: Fe < 1) no se endurecen sin la adición de un agente entrecruzante, y por eso las resinas con la fórmula Fo: Fe > 1 si se endurecen.

## Aplicaciones

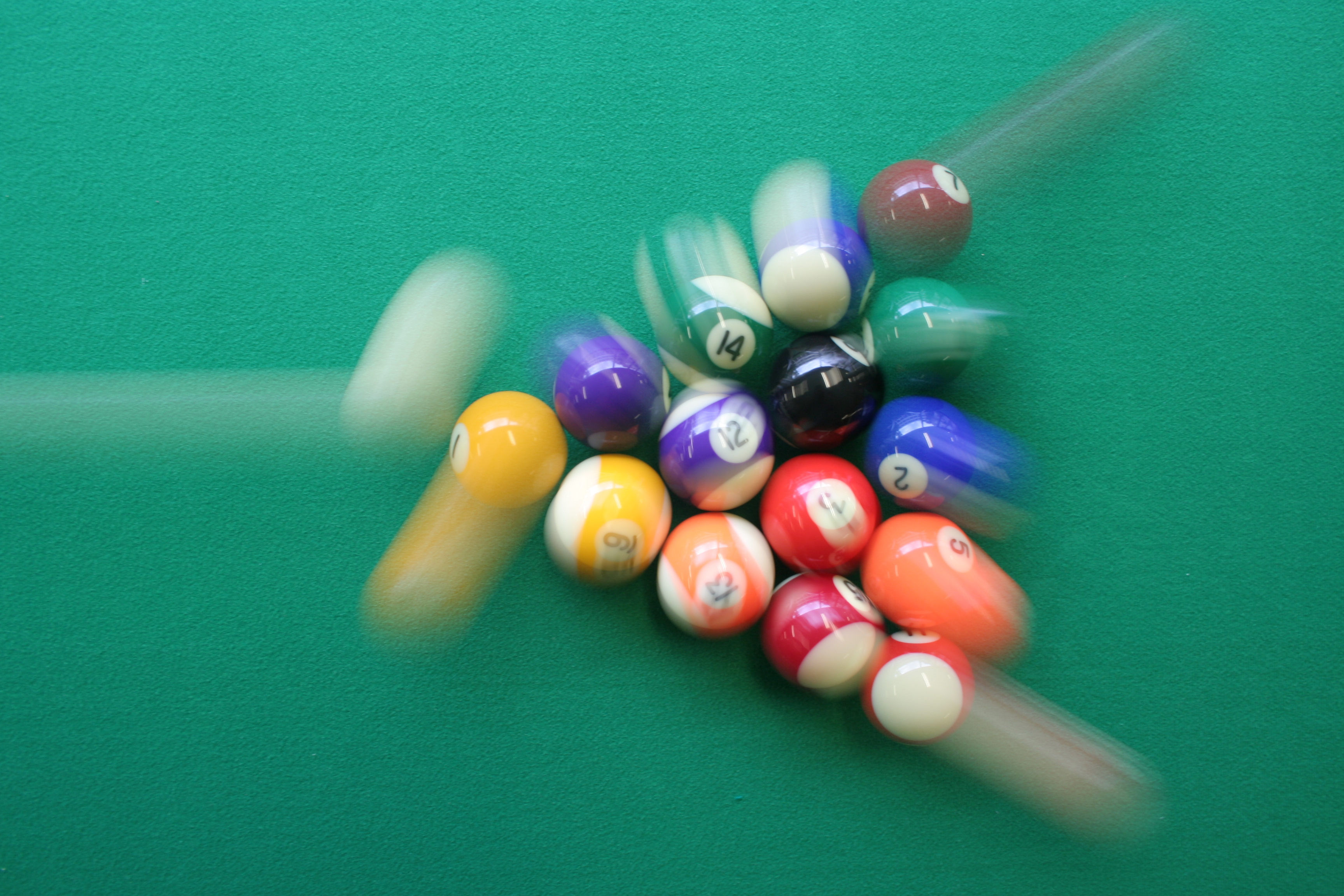
Las bolas de billar están hechas con resina fenol-formaldehído.

Las resinas fenólicas se encuentran en infinidad de productos industriales. Los laminados fenólicos se realizan mediante la impregnación de una o más capas de un material de base, tales como papel, fibra de vidrio o de algodón con resina fenólica y el laminado de la resina saturada de material base bajo calor y presión. La resina polimeriza (cura) completamente durante este proceso. La elección de material base depende de la aplicación prevista del producto terminado. Los fenólicos de papel se utilizan en la fabricación de componentes eléctricos. Los fenólicos de vidrio son especialmente adecuados para su uso en el mercado de rodamiento de alta velocidad. Los fenólicos micro-globos son utilizados para el control de la densidad. Las Bolas de billar, así como las bolas de muchos otros juegos de balón de mesa también están hechos de resina de fenol-formaldehído. Otras importantes aplicaciones industriales de las resinas fenólicas son la fabricación de Materiales de Fricción, Materiales Abrasivos (rígidos y flexibles), Materiales Refractarios, Aislamientos Acústicos y Térmicos, Filtros para automoción, etc. 
El falsificador holandés Han van Meegeren mezcló el fenol formaldehído con sus pinturas de aceite antes de hornear el lienzo terminado con el fin de simular el secado de una pintura en siglos.

## Nombres comerciales
- El bakelaque es un laminado rígido o tubo de resina fenólica en un sustrato de algodón tejido, papel o vidrio.[3]
- Bakelita es creada de la resina de fenol y harina de madera.
- Novotext es el algodón reforzado con fibra fenólica, utilizando fibras orientadas al azar.
- Oasis es ". Una espuma fenólica de celdas abiertas que absorbe fácilmente el agua y se utiliza como base para los arreglos florales"[4]
- Paxolin Paperstone[5] y Richlite están hechos de resina fenólica y papel.
- Trymer Green es un aislante térmico rígido fenólico celular.
- Tufnol está hecho de resina fenólica y tejido de algodón o de tejido de lino.[6]